# Коммуна имени Ф. Э. Дзержинского
Коммуна имени Ф. Э. Дзержинского — детская трудовая коммуна для беспризорников и несовершеннолетних правонарушителей, основанная в 1927 году в посёлке Новый Харьков (пригород Харькова в то время, а сейчас район Шишковка). С 20 октября 1927 до 1 июля 1935 года коммуной руководил А. С. Макаренко.

## История
В 1930 году в коммуне был открыт рабочий факультет Харьковского машиностроительного института, в 1932 года — завод электроинструментов, затем — завод плёночных фотоаппаратов.
С 1933 года коммуна первой в СССР среди детских заведений перешла на полное самообеспечение. С 1934 года здесь работала средняя школа.
В коммуне получили дальнейшее развитие воспитательно-педагогический опыт Колонии имени Максима Горького и идеи соединения обучения с производительным производственным трудом.
Вскоре после развёртывания в коммуне производства электродрелей (тогда они назывались электросверлилками) и фотоаппаратов была осознана важность выпускаемой продукции для обороны страны (электродрели широко применялись на авиационных и других машиностроительных заводах, фотоаппараты — в войсках для разведки). Продукция коммуны вносится в производственные планы, предполагается дальнейший рост объёмов производства (причём ускоренный — предвоенное время), в связи с чем на фабрике появляется всё больше взрослых рабочих, оборудование стараются использовать в несколько смен. А. С. Макаренко сначала переводится с должности руководителя коммуны на должность помощника по педагогической части, а потом — и вовсе в аппарат НКВД в Киев, в отдел трудовых колоний, где пытается распространять свой воспитательный опыт на всю Украину.
7 января 1939 года Харьковская трудовая коммуна была преобразована в промышленный комплекс и переименована в Харьковский комбинат НКВД СССР им. Ф. Э. Дзержинского

## Воспитанники и воспитатели колонии
Среди наиболее известных воспитателей и воспитанников Колонии:

В. Н. Терский

- Калабалин, Семён Афанасьевич (1903—1972) — воспитанник Колонии, одно из главных действующих лиц Педагогической поэмы (назван Семёном Карабановым). Позже — физрук Коммуны им. Ф. Э. Дзержинского, орденоносец-фронтовик и заведующий целым рядом детских домов, где жили и трудились по заветам Макаренко.
- Макаренко, Антон Семёнович (1888—1939) — основатель и руководитель Колонии с 1920 по 1928 годы.

Макаренко в 1920-х годах

- Терский, Виктор Николаевич (1898—1965) — организатор и руководитель внеклассной работы в Колонии (а впоследствии, и в Коммуне), ближайший сподвижник А. С. Макаренко (В «Педагогической поэме» — В. Н. Перский).
- Конисевич, Леонид Вацлавович (1914—1993) — первый орденоносец среди выпускников Коммуны им. Дзержинского.
- Токарев, Иван Демьянович (1920—2014) — старейший из живших в России воспитанник А. С. Макаренко по Коммуне им. Дзержинского в России, орденоносец, полковник запаса.

## Отражение в литературе
Деятельность коммуны А. С. Макаренко описал в книгах :
- Марш тридцатого года (1932)
- Мажор (1932),
- ФД-1 (1932)
- Флаги на башнях (1938) и др.

Наиболее полные сохранившиеся воспоминания воспитанников Макаренко также относятся к коммуне им. Дзержинского
- Конисевич Л. В. Нас воспитал Макаренко (pdf). — Челябинск: Челябинский областной институт повышения квалификации и переподготовки работников народного образования, 1993. — ISBN 5-87184-030-2. — Ч. 1 (htm); Ч. 2 (htm); Ч. 3 (htm); Ч. 4 (htm); Приложение (htm).
- Воспитанники Макаренко. Иван Токарев (обложка книги) (основной текст)// авт.-сост. и науч. ред. к. п. н. В. М. Опалихин, авт. интервью и очерка — М. С. Фонотов, журналист. Челябинск: Изд-во Челябинского ИРПО, 2013. 316 с. ISBN 978-5-93407-054-1. Обнародовано в электронном виде с разрешения рук. издат. проекта к. п. н. А. И. Кузнецова и авт.-сост. и науч. ред. к. п. н. В. М. Опалихина.

## О численности воспитанников Коммуны по годам
В статье о Коммуне на «Макаренкиане» Полтавского НПУ им. В. Г. Короленко приводятся следующие данные по численности воспитанников Коммуны в разные годы:
| Дата       | Число воспитанников Коммуны |
| ---------- | --------------------------- |
| 25.12.1927 | 60                          |
| 1.05.1928  | 95                          |
| 1.09.1928  | 120                         |
| 18.12.1928 | 150                         |
| 12.1930    | 149                         |
| 20.01.1932 | 300                         |
| 26.03.1932 | 308                         |
| 1.10.1932  | 333                         |
| 12.1932    | 342                         |
| 15.01.1934 | 376                         |
| 03.1934    | 368                         |
| 1.10.1934  | 341                         |
| 12.1934    | 471                         |
| 31.12.1934 | 508                         |
| 29.02.1936 | 686                         |
| 21.03.1936 | 686                         |

### На украинском языке
- Ткаченко А. В. Антон Макаренко: Харьковская трудовая колония им. М. Горького в документах и материалах. 1926—1928 гг. (на укр. языке). Киев: Педагогическая мысль, 2008 г. (укр.)
- Ткаченко А. В. Детская трудовая коммуна имени Ф. Е. Дзержинского как уникальное явление в образовательной истории (1927—1935 гг.) // Макаренкиана на портале Полтавского НПУ им. В. Г. Короленко. (укр.)
- Ткаченко А. В. Профессиональное развитие личности в практике А. С. Макаренко: историко-педагогический аспект (1920—1935 гг.) // Полтава: ПНПУ им. В. Г. Короленко, 2013 г. (укр.)

### Лица
- Макаренко, Антон Семёнович
- Неплюев, Николай Николаевич (об основателе Крестовоздвиженского трудового братства)
- Погребинский, Матвей Самойлович (основатель и рук. Болшевской трудовой коммуны)
- Шацкий, Станислав Теофилович (основатель и рук. колонии «Бодрая жизнь»)

Упомянутые в статье воспитанники А. С. Макаренко — авторы воспоминаний о жизни в Коммуне.
- Конисевич, Леонид Вацлавович (1914—1993)
- Токарев, Иван Демьянович (1920—2014)

### Учреждения
- Болшевская трудовая коммуна
- Колония имени Горького
- Харьковский машиностроительный завод «ФЭД»
- Валентина Бейкова. Трудкоммуна «Чекист». Как под Томском из беспризорников «делали» идеальных советских граждан // «ТО» (Томские новости), 26 февраля 2020